# Дзержонжно (Тчевський повіт)
Дзержонжно (пол. Dzierżążno, нім. Dzierondzno) — село в Польщі, у гміні Можещин Тчевського повіту Поморського воєводства.
Населення — 347 осіб (2011).
У 1975-1998 роках село належало до Гданського воєводства.

## Демографія
Демографічна структура станом на 31 березня 2011 року:
|          | Загалом | Допрацездатний вік | Працездатний вік | Постпрацездатний вік |
| -------- | ------- | ------------------ | ---------------- | -------------------- |
| Чоловіки | 183     | 39                 | 130              | 14                   |
| Жінки    | 164     | 30                 | 98               | 36                   |
| Разом    | 347     | 69                 | 228              | 50                   |